# Leptopsalis javanus
Leptopsalis javanus is een hooiwagen uit de familie Stylocellidae. Een synoniemnaam is Stylocellus javana.